# PIANP
PIANP (англ. PILR alpha associated neural protein) – білок, який кодується однойменним геном, розташованим у людей на 12-й хромосомі. Довжина поліпептидного ланцюга білка становить 282 амінокислот, а молекулярна маса — 30 076.
| 10         |  | 20         |  | 30         |  | 40         |  | 50         |
| ---------- |  | ---------- |  | ---------- |  | ---------- |  | ---------- |
| MESRMWPALL |  | LSHLLPLWPL |  | LLLPLPPPAQ |  | GSSSSPRTPP |  | APARPPCARG |
| GPSAPRHVCV |  | WERAPPPSRS |  | PRVPRSRRQV |  | LPGTAPPATP |  | SGFEEGPPSS |
| QYPWAIVWGP |  | TVSREDGGDP |  | NSANPGFLDY |  | GFAAPHGLAT |  | PHPNSDSMRG |
| DGDGLILGEA |  | PATLRPFLFG |  | GRGEGVDPQL |  | YVTITISIII |  | VLVATGIIFK |
| FCWDRSQKRR |  | RPSGQQGALR |  | QEESQQPLTD |  | LSPAGVTVLG |  | AFGDSPTPTP |
| DHEEPRGGPR |  | PGMPHPKGAP |  | AFQLNRIPLV |  | NL         |  |            |

A: Аланін

C: Цистеїн

D: Аспарагінова кислота

E: Глутамінова кислота

F: Фенілаланін

G: Гліцин

H: Гістидин

I: Ізолейцин

K: Лізин

L: Лейцин

M: Метіонін

N: Аспарагін

P: Пролін

Q: Глутамін

R: Аргінін

S: Серин

T: Треонін

V: Валін

W: Триптофан

Задіяний у такому біологічному процесі, як альтернативний сплайсинг. 
Локалізований у мембрані.